# Geisson Perea
Geisson Alexander Perea (Cali, Colombia; 6 de agosto de 1991) es un futbolista colombiano, juega como defensa central y su equipo actual es el Internacional Fútbol Club de Palmira de la Categoría Primera B de Colombia.

## Trayectoria
El 22 de diciembre de 2021 firmó un contrato de préstamo con opción de compra por un año para jugar con el Pachuca de México.
Para el 2024 ficha por la Universidad César Vallejo para afrontar la Liga 1 2024. El club acabó en el puesto 17 de la tabla de la Liga 1 2024 al final de la temporada, por lo que terminó descendiendo a la Liga 2. Jugó un total de 18 partidos y fue habitual pieza de cambio.

## Estadísticas

### Clubes
| Universitario de Popayán · Colombia | 2.ª           | 2011          | 27  | 4  | —  | — | —  | — | 27  | 4  |
| Universitario de Popayán · Colombia | 2.ª           | 2012          | 36  | 7  | —  | — | —  | — | 36  | 7  |
| Universitario de Popayán · Colombia | 2.ª           | 2013          | 8   | 0  | —  | — | —  | — | 8   | 0  |
| Universitario de Popayán · Colombia | Total club    | Total club    | 71  | 11 | 0  | 0 | 0  | 0 | 71  | 11 |
| La Equidad · Colombia | 1.ª           | 2014          | 1   | 0  | —  | — | —  | — | 1   | 0  |
| La Equidad · Colombia | Total club    | Total club    | 1   | 0  | 0  | 0 | 0  | 0 | 1   | 0  |
| Real Cartagena · Colombia | 2.ª           | 2015          | 23  | 1  | 7  | 1 | —  | — | 30  | 2  |
| Real Cartagena · Colombia | 2.ª           | 2016          | 8   | 0  | 1  | 0 | —  | — | 9   | 0  |
| Real Cartagena · Colombia | 2.ª           | 2017          | 26  | 2  | 2  | 0 | —  | — | 28  | 2  |
| Real Cartagena · Colombia | Total club    | Total club    | 57  | 3  | 10 | 1 | 0  | 0 | 67  | 4  |
| Once Caldas · Colombia | 1.ª           | 2018          | 26  | 0  | 4  | 1 | —  | — | 30  | 1  |
| Once Caldas · Colombia | Total club    | Total club    | 26  | 0  | 4  | 1 | 0  | 0 | 30  | 1  |
| Deportivo Pasto · Colombia | 1.ª           | 2019          | 41  | 5  | 6  | 0 | —  | — | 47  | 5  |
| Deportivo Pasto · Colombia | Total club    | Total club    | 41  | 5  | 6  | 0 | 0  | 0 | 47  | 5  |
| Atlético Nacional · Colombia | 1.ª           | 2020          | 10  | 0  | —  | — | —  | — | 10  | 0  |
| Atlético Nacional · Colombia | 1.ª           | 2021          | 28  | 1  | 5  | 1 | 9  | 0 | 42  | 2  |
| Atlético Nacional · Colombia | Total club    | Total club    | 38  | 1  | 5  | 1 | 9  | 0 | 52  | 2  |
| C. F. Pachuca · México | 1.ª           | 2021-22       | 3   | 0  | —  | — | —  | — | 3   | 0  |
| C. F. Pachuca · México | Total club    | Total club    | 3   | 0  | 0  | 0 | 0  | 0 | 3   | 0  |
| Independiente Santa Fe · Colombia | 1.ª           | 2022          | 20  | 1  | —  | — | —  | — | 20  | 1  |
| Independiente Santa Fe · Colombia | Total club    | Total club    | 20  | 1  | 0  | 0 | 0  | 0 | 20  | 1  |
| Deportivo Pereira · Colombia | 1.ª           | 2023          | 26  | 1  | 1  | 0 | 7  | 0 | 34  | 1  |
| Deportivo Pereira · Colombia | Total club    | Total club    | 26  | 1  | 1  | 0 | 7  | 0 | 34  | 1  |
| Universidad César Vallejo · Perú | 1.ª           | 2024          | 13  | 0  | —  | — | 5  | 0 | 18  | 0  |
| Universidad César Vallejo · Perú | Total club    | Total club    | 13  | 0  | 0  | 0 | 5  | 0 | 18  | 0  |
| Total carrera | Total carrera | Total carrera | 296 | 22 | 26 | 3 | 21 | 0 | 343 | 25 |
| (1) Incluye datos de Copa Colombia y Superliga Betplay. (2) Incluye datos de Copa Sudamericana y Copa Libertadores. (3) No incluye goles en partidos amistosos. |               |               |     |    |    |   |    |   |     |    |

## Palmarés

### Torneos nacionales
| Título        | Club              | País     | Año  |
| ------------- | ----------------- | -------- | ---- |
| Copa Colombia | Atlético Nacional | Colombia | 2021 |